# Protej (mjesec)
Protej, drugi po veličini satelit Neptuna. Oko Neptuna kruži na udaljenosti od oko 117 600 km. Nepravilnog je oblika, s dimenzijama 436x416x402 km, prosječni promjer mu iznosi oko 416 km, a masa mu nije poznata. 
Protejeve dimenzije su maksimalne dimenzije koje tijelo može imati prije nego što, zbog gravitacije, počne poprimati sferni oblik. Potpuno je prekriven kraterima. Površina ne otkriva znakove geološke aktivnosti. Otkriven je na fotografijama Voyagera 2 1989. godine, poslije Nereide, iako je veći od njega. Razlog tome je albedo: Nereida ima nekoliko puta svjetliju površinu.

## Otkriće i orbita
Otkriven je u fotografijima koje je u kolovozu 1989., dva mjeseca prije preleta Neptuna, snimila letjelica Voyager 2. Po otkriću dobio je privremenu oznaku S/1989 1. Stephen P. Synnott i Bradford A. Smith otkriće su objavili 7. srpnja 1989., govoreći o "17 fotografija snimljenih tijekom 21 dan", iz čega se daje zaključiti da je otkriven malo prije 16. lipnja. 16. rujna 1991. nazvan je po Proteju, morskom božanstvu iz grčke mitologije.
Protej orbitira oko Neptuna na udaljenosti od oko 4,75 radijusa planeta. Orbita mu ima mali ekscentricitet te inklinaciju od oko 0,5° u odnosu na ekvator planeta. Najveći je od Neptunovih pravilnih retrogradnih satelita. Rotira se sinkronizirano s orbitalnim kretanjem što znači da mu je ista strana uvijek okrenuta prema planetu.

## Fizička svojstva
Protej je drugi najveći Neptunov mjesec. Promatran s Zemaljskim teleskopima, nije ga bilo moguće otkriti zato što se zbog blizine planetu "utopio" u odsjaju reflektirane svjetlosti. Površina mjeseca je tamna s geometrijskim albedom od oko 10%. U bliskom infracrvenom dijelu spektra površina mu postaje manje reflektivna pri 2 μm što se može objasniti mogućom prisutnošću složenih ogranskih spojeva poput ugljikovodika ili cijanida. Moguće je da su navedeni spojevi odgovorni za niski albedo Neptunovih unutarnjih mjeseca. Iako se vjeruje da sadrži značajne količine vodenog leda, spektroskopska promatranja površine nisu polučila rezultate.
Oblika Proteja blizak je sferi s polumjerom od oko 210 km, te s devijacijama sfernog oblika koje mogu iznositi i do 20 km; vjeruje se da je velik točno onoliko koliko tijelo njegove gustoće može biti bez da ga vlastita gravitacija oblikuje u pravilni sferni oblik. Blago je izdužen u smjeru Neptuna te mu je sveukupni oblik bliži nepravilnom poliedru nego eliposidu. Površina mu je prekrivena s nekoliko ravnih ili blago konkavnih područja od 150 do 200 km u promjeru, vjerojatno raspadnutih udarnih kratera.
Ostatak površine gusto je ispunjen kraterima, bez znakove nekakve geološke modifikacije. Najveći krater, Faros, ima promjer od 230 do 260 km te dubinu od oko 10-15 km. Jedina je površinska formacija koja nosi ime, nazvan prema grčkom otoku na kojemu je vladao Protej. Uz Faros, postoje i drugi krateri od 50-100 km u promjeru te još brojniji čiji je promjer manji od 50 km.
Osim navedenoga, površina mu se odlikuje linearnim pojavama poput litica, udolina i užljebljenja. Najznačjanije od ovih pojava protežu se paralelno s ekvatorom prema zapadu mjeseca. Vjeruje se da su nastale kao posljedica velikih udara kakvi su stvorili Faros ili zbog plimnih utjecaja Neptuna.

## Galerija
- Neptun, Protej (gore), Larisa (dolje desno) i Despina (lijevo)
- Topografska karta Proteja

## Vanjske poveznice
- Solar System Exploration: Proteus  Arhivirana inačica izvorne stranice od 1. kolovoza 2007. (Wayback Machine)